# Pristiphora abietina
Pristiphora abietina là một loài côn trùng trong họ Tenthredinidae. Loài này được Christ miêu tả khoa học đầu tiên năm 1783.
Đây là loài gây hại phát triển phổ biến ở Belarus.